# Стара Тура
Стара-Тура (словац. Stará Turá) — місто та обец в окресі Нове Место-над-Вагом, Тренчинський край, Словаччина.

## Географія
Місто розташоване у передгір'ї між Малими та Білими Карпатами, за 11 км на захід від Нове Место-над-Вагом, та за 99 км на північ від Братислави. Протікає потік Костолник.

## Клімат
У місті вологий континентальний клімат.
| Кліматограма Stará Turá                                                                        | Кліматограма Stará Turá | Кліматограма Stará Turá | Кліматограма Stará Turá | Кліматограма Stará Turá | Кліматограма Stará Turá | Кліматограма Stará Turá | Кліматограма Stará Turá | Кліматограма Stará Turá | Кліматограма Stará Turá | Кліматограма Stará Turá | Кліматограма Stará Turá |
| ---------------------------------------------------------------------------------------------- | ----------------------- | ----------------------- | ----------------------- | ----------------------- | ----------------------- | ----------------------- | ----------------------- | ----------------------- | ----------------------- | ----------------------- | ----------------------- |
| С                                                                                              | Л                       | Б                       | К                       | Т                       | Ч                       | Л                       | С                       | В                       | Ж                       | Л                       | Г                       |
| 98 −5 −7                                                                                       | 89 1 −6                 | 51 7 −1                 | 46 16 4                 | 81 20 11                | 87 23 13                | 78 26 16                | 77 26 14                | 101 21 10               | 69 12 5                 | 57 5 −1                 | 59 −3 −8                |
| Середня макс. і мін. температури повітря (°C) Атмосферні опади (мм), за рік : 893 мм. Джерело: |                         |                         |                         |                         |                         |                         |                         |                         |                         |                         |                         |

## Історія
Перша письмова згадка про місто датується 1392 роком, де воно згадується як село Чахтицького замку.

## Населення
| Рік:            | 1994.  | 2004.   | 2014.   | 2024.   |
| --------------- | ------ | ------- | ------- | ------- |
| Кількість осіб: | 10 692 | 10 073  | 9172    | 8259    |
| Різниця:        |        | -5,78 % | -8,94 % | -9,95 % |

| Рік:            | 2023. | 2024.   |
| --------------- | ----- | ------- |
| Кількість осіб: | 8379  | 8259    |
| Різниця:        |       | -1,43 % |

| 1991    | 2007    | 2001   | 2011   | 2013   | 2014   | 2015   | 2017   | 2018   |
| ------- | ------- | ------ | ------ | ------ | ------ | ------ | ------ | ------ |
| → 10813 | ↘ 10291 | ↘ 9842 | ↘ 9404 | ↘ 9207 | ↘ 9172 | ↘ 9107 | ↘ 8932 | ↗ 8978 |

За даними перепису населення 2011 року в місті мешкало 9 404 осіб, з яких 8 829 осіб (93,9 %) — словаки, та 104 осіб (1,1 %) — чехи.

## Пам'ятки
- Лютеранська кірха (1784).
- Стара вежа (Гуситська вежа) на міському цвинтарі (1624).
- Костел Успіння Богородиці (1748).
- Каплиця Святого Хреста (1863).

## Світлини

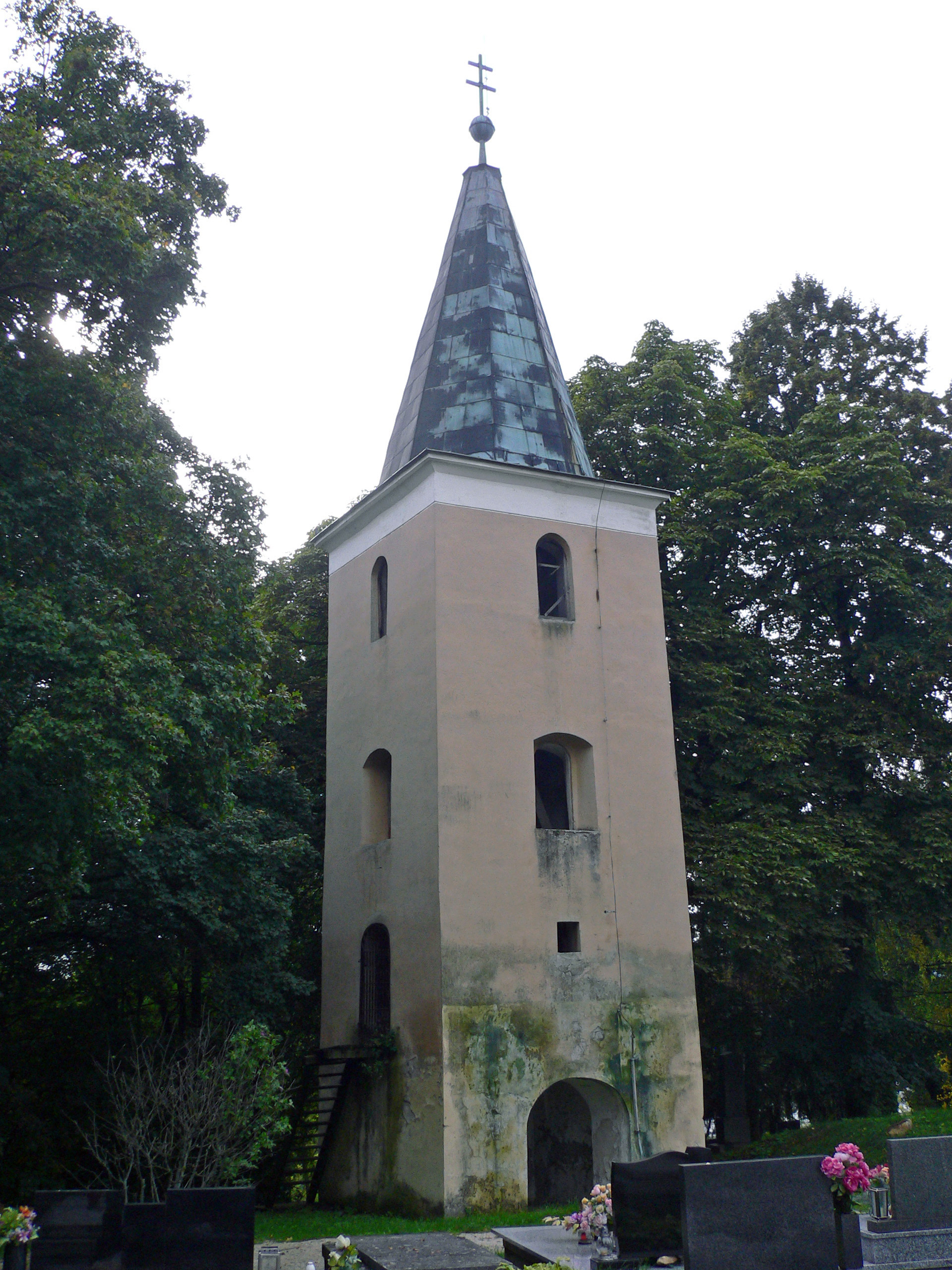
Гусицька вежа на міському цвинтарі
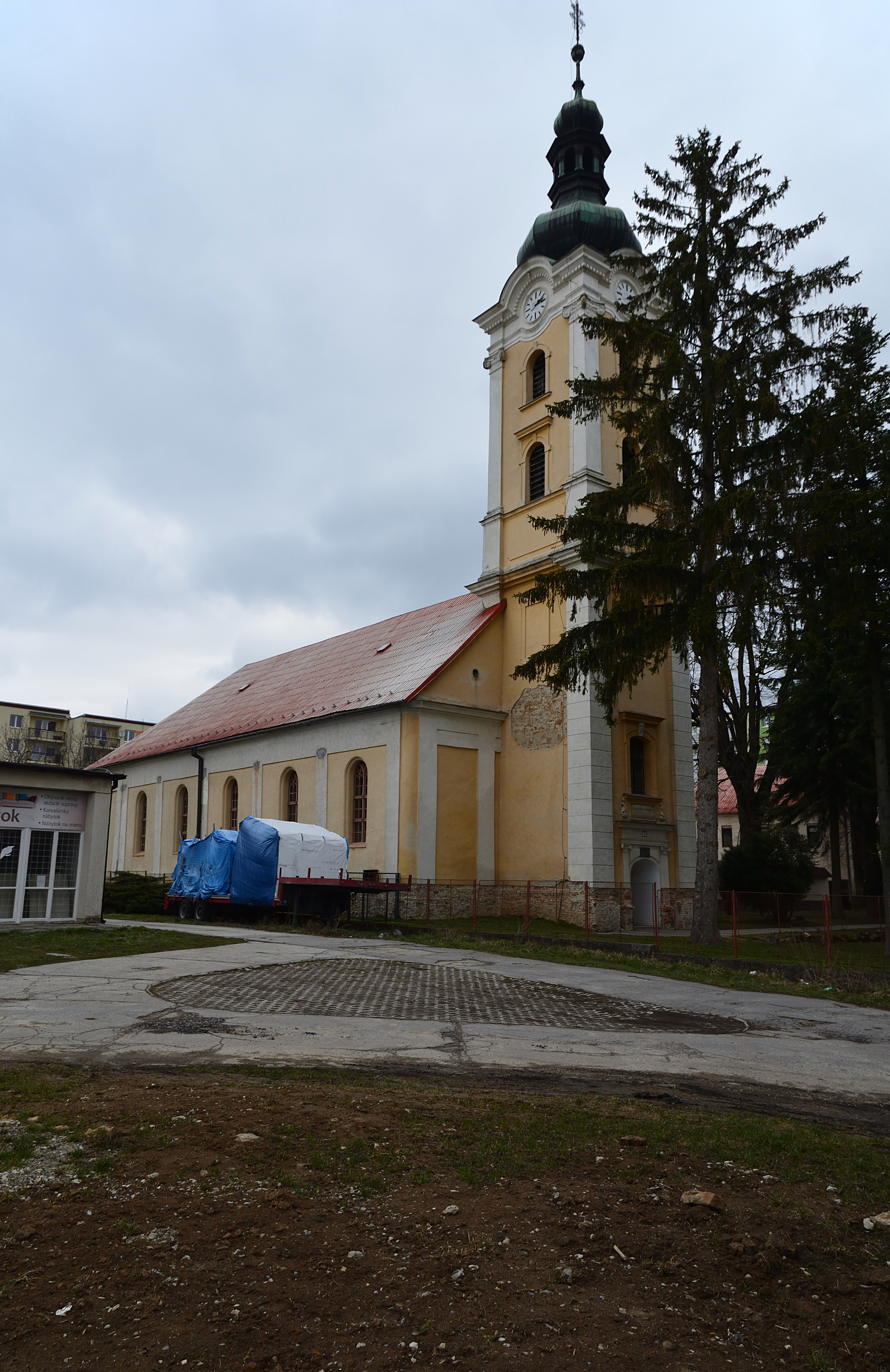
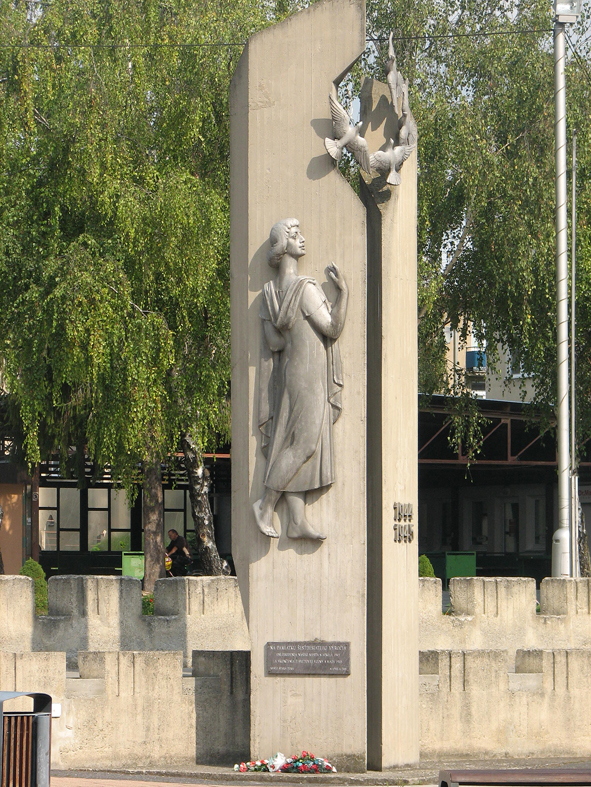
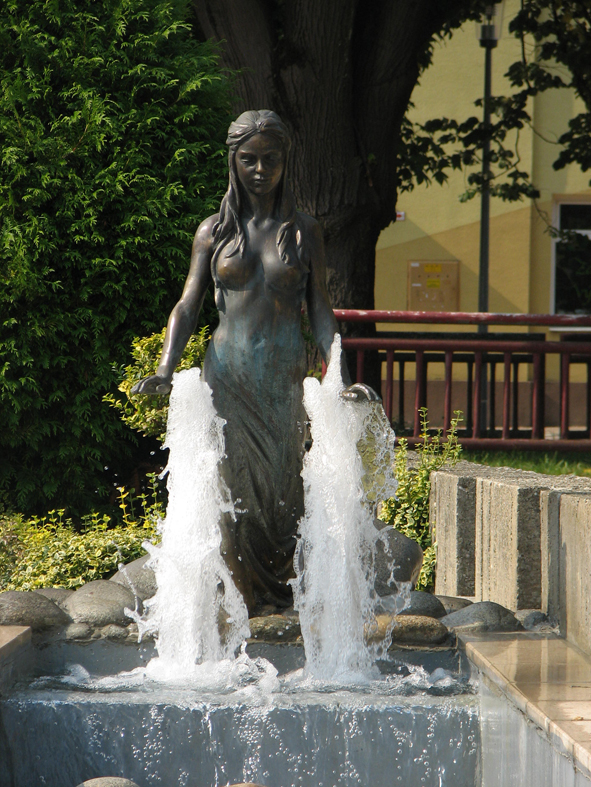